# Antal Szabó
Pour les articles homonymes, voir Szabó.
Antal Szabó (né le 4 septembre 1910 à Soroksár en Autriche-Hongrie et mort en 1958 en Allemagne de l'Ouest) était un joueur international de football hongrois, qui jouait en tant que gardien de but.

## Biographie
Szabó est le gardien de l'équipe hongroise qui atteint la finale de la coupe du monde 1938 en France. Szabó s'exprime à la suite de la défaite en finale contre l'équipe d'Italie après avoir concédé 4 buts. Mussolini avait déclaré avant le match que les joueurs italiens devaient « vaincre ou mourir », et Szabó déclare alors « J'ai peut-être encaissé quatre buts, mais j'ai finalement sauvé leur vie ». Au total, il fait 42 apparitions sous le maillot hongrois.
En club, Szabó est surtout connu pour avoir joué au MTK Hungária FC, et dans quelques clubs hongrois locaux.